# Baby (serie televisiva)
Baby è una serie televisiva italiana, prodotta da Netflix e diretta da Andrea De Sica, Anna Negri e Letizia Lamartire.
La serie si ispira liberamente allo scandalo delle "baby squillo" dei Parioli, risalente all'anno 2013, raccontando la vita e le vicende di un gruppo di adolescenti romani e delle loro rispettive famiglie.
La serie tratta tematiche importanti quali la prostituzione minorile, omosessualità, abuso sui minori e violenza sessuale.

## Trama

### Stagione 1
Chiara Altieri conduce una vita protetta e all’apparenza perfetta nell'elegante quartiere romano dei Parioli. È la migliore amica di Fabio e Camilla, sta per ricevere una borsa di studio per studiare all'estero a Boston, è un’atleta dotata e ha una relazione segreta con Niccolò, fratello di Camilla. 
Nonostante ciò, la ragazza non si sente a suo agio nella sua vita privilegiata. 
La situazione cambia quando incontra Ludovica Storti, proveniente dalla classe sociale opposta a quella di Chiara, famigerata in tutta la scuola per essere apparsa in un video porno assieme ad un altro studente, Brando De Santis. 
Ben presto le due diventano amiche e una sera, in occasione di una festa finita male a causa di Brando che decide di proiettare davanti a tutti il famoso video, Ludovica porta Chiara a ballare in un locale, in cui conosce Saverio, il proprietario, che lo gestisce assieme al nipote, Fiore. I due inducono le giovani nel giro della prostituzione minorile.
Di conseguenza, Chiara si sente finalmente libera, coltivando sempre di più l’amicizia con Ludovica ed allontanandosi sempre di più da Camilla. 
Chiara incontra anche il nuovo studente Damiano Younes, figlio di un ambasciatore, e i due si avvicinano, anche se Damiano ha una breve relazione con Camilla. Il giovane spaccia droga ed entra anch’egli in contatto con Fiore. Dopo che Saverio ha quasi violentato Ludovica, avviene un incidente in cui Saverio rimane ferito. Fiore poi uccide lo zio e rileva la sua attività. L’uomo inizia a ricattare Damiano, poiché è egli la causa dell'incidente, costringendolo a vendere droga per conto suo. 
Ludovica si separa da Fiore, il quale reclama indietro i soldi che le aveva precedentemente prestato per pagare la retta scolastica. 
Intanto Fabio, che è diventato amico anche di Damiano, ammette la sua omosessualità e incontra su Internet Alessandro.

### Stagione 2
Chiara e Ludovica prendono possesso del cellulare di Saverio, ormai morto,  contenente alcune foto esplicite delle due ragazze. Le amiche scivolano sempre più nel mondo sotterraneo dei Parioli, continuando a condurre la loro doppia vita da prostitute e da adolescenti di famiglie per bene.

### Stagione 3
La verità viene fuori e sconvolge il mondo dei protagonisti. Ogni personaggio deve fare i conti con le proprie responsabilità in una storia ispirata a un fatto di cronaca che ha scosso le coscienze di tanti. I genitori sembrano non capire bene quello che sta succedendo e non sanno come aiutare i propri figli. I ragazzi sono chiusi nei propri segreti e sempre più lontani dalle loro famiglie. Proprio ora che avrebbero bisogno del loro supporto, non riescono a fidarsi.

## Episodi
| Stagione         | Episodi | Pubblicazione Italia |
| ---------------- | ------- | -------------------- |
| Prima stagione   | 6       | 2018                 |
| Seconda stagione | 6       | 2019                 |
| Terza stagione   | 6       | 2020                 |

## Personaggi e interpreti

### Personaggi principali
- Chiara Altieri (stagioni 1-3), interpretata da Benedetta Porcaroli. 
Ragazza di 16 anni, benestante e all’apparenza con una vita perfetta, in realtà inquieta e malinconica. I suoi due migliori amici sono Camilla, la sorella di Niccolò, il ragazzo più popolare della scuola con cui intrattiene una relazione segreta, e Fabio, l’introverso figlio del preside. A casa vive in un ambiente soffocante, i suoi genitori sono separati in casa e la coinvolgono nei loro problemi. Quando fa la conoscenza di Ludovica, coetanea ribelle e audace, stringono subito una forte amicizia e viene  trascinata nel mondo della prostituzione minorile.
- Ludovica Storti (stagioni 1-3), interpretata da Alice Pagani.
Adolescente ribelle e trasgressiva conosciuta in tutta la scuola per un video hard fatto girare in rete senza il suo consenso, causa di bullismo nei suoi confronti. Vive con la madre Simonetta, divorziata e sull'orlo di una crisi di nervi con cui ha un rapporto altalenante. Un giorno conosce Chiara e nonostante una diffidenza iniziale le due stringono una forte e sincera amicizia; entrambe iniziano una vita segreta come prostitute.
- Damiano Younes (stagioni 1-3), interpretato da Riccardo Mandolini.
Damiano è figlio di madre romana e di padre che è l'ambasciatore del Libano in Italia, il quale però ha abbandonato la famiglia quando Damiano era ancora piccolo. Cresciuto in periferia a Roma, dopo la morte della madre si trova costretto a trasferirsi ai Parioli insieme al padre e alla nuova matrigna e fratellastro, in una casa piena di regole. Un po' sfrontato e dal passato difficile, è tuttavia anche sincero e coraggioso. Agisce solo in base a quello che pensa e, nonostante spacci droga, si rivela anche un ragazzo abbastanza di buon cuore, che desidera proteggere le persone a cui tiene.
- Camilla Rossi Govender (stagioni 1-3), interpretata da Chabeli Sastre Gonzalez.
 Sorella di Niccolò e migliore amica di Chiara. Tende ad assumere atteggiamenti di superiorità e paternalismo nei confronti di chi le sta intorno.
- Fabio Fedeli (stagioni 1-3), interpretato da Brando Pacitto.
Fabio è il figlio del rigido preside del liceo, vorrebbe liberarsi dalla sua timidezza. Ha un mondo di sensazioni dentro di sé che ha sempre tenuto represse e che ha una gran voglia di urlare a tutti. Stringerà amicizia con Damiano, cosa che lo aiuterà a uscire lentamente dalla sua timidezza.
- Niccolò Rossi Govender (stagioni 1-3), interpretato da Lorenzo Zurzolo.
 Fidanzato di Virginia, è il fratello di Camilla ed è uno dei più attraenti della scuola. Ha una relazione segreta con Chiara. Sviluppa un'attrazione nei confronti di Monica, la sua insegnante di educazione fisica, che sfocia in una relazione proibita.
- Elsa Altieri Della Rocca (stagioni 1-3), interpretata da Galatea Ranzi.
Madre di Chiara, è ossessionata dalle apparenze e vive con il marito, separati in casa.
- Alberto Fedeli (stagioni 1-3), interpretato da Tommaso Ragno: È il preside del Collodi e padre di Fabio.
- Arturo Altieri (stagioni 1-3), interpretato da Massimo Poggio.
 Il padre di Chiara riuscito a diventare benestante solo dopo aver sposato Elsa. Questa cosa gli viene costantemente rivangata dal suocero. È un uomo maggiormente comprensivo verso sua figlia Chiara, a differenza di Elsa.
- Khalid Younes (stagioni 1-3), interpretato da Mehdì Nebbou.
 È il padre di Damiano che lavora in Italia come ambasciatore del Libano.
- Claudio "Fiore" Fiorenzi (stagioni 1-3), interpretato da Giuseppe Maggio.
 Agente e protettore delle baby-squillo, è ossessionato da Ludovica e fa di tutto per lei.
- Brando De Sanctis (stagioni 1-3), interpretato da Mirko Trovato. 
Un amico di Camilla e Niccolò. Arrogante e presuntoso, anche lui nasconde un segreto che fatica a rivelare.
- Virginia (stagioni 1-3), interpretata da Federica Lucaferri.
Fidanzata di Niccolò, è una ragazza superficiale e vanitosa.
- Vanessa (stagioni 1-2), interpretata da Beatrice Bartoni.Ex fidanzata di Damiano, vive in periferia e sembra essere ancora innamorata di lui.
- Simonetta Loreti (stagioni 1-3), interpretata da Isabella Ferrari.Madre di Ludovica, divorziata dal marito. Ludovica vuole molto bene a sua madre, ma non sopporta la sua fragilità e la sua disperata ricerca di un uomo. A volte i ruoli di Ludovica e Simonetta si invertono.
- Monica Petrelli (stagioni 1-3), interpretata da Claudia Pandolfi. Monica è un'ex atleta che ha dovuto abbandonare le gare in seguito a un incidente. È sposata con il padre di Damiano, Khalid (Mehdi’ Nebbou) e insegna al Liceo Collodi. Con l'atletica sfoga le frustrazioni della vita privata.
- Saverio (stagione 1), interpretato da Paolo Calabresi. Saverio è il proprietario di un locale notturno che inizia Chiara e Ludovica alla prostituzione. Lui e il suo braccio destro Fiore hanno spesso un modo di fare paternalista con Chiara e Ludovica. Le lusingano con i complimenti e dicono di sapere cosa è bene per loro, instaurando un rapporto ambivalente di fiducia e paura.
- Rocío Govender Rossi (stagione 1), interpretata da Marjo Berasategui: Madre di Niccolò e Camilla.
- Signor Della Rocca (stagione 1, 3), interpretato da Andrea Giordana: È il padre di Elsa e nonno di Chiara, non sopporta il genero, Arturo Altieri.
- Roberto De Sanctis (stagioni 2-3), interpretato da Max Tortora: È il padre di Brando, uomo benestante.
- Natalia (stagioni 2-3), interpretata da Denise Capezza. È una donna che lavora come escort ed ha avuto una storia con Fiore, per cui lavora.
- Vittorio (stagioni 2-3), interpretato da Sergio Ruggeri: Amico di Niccolò e Brando.
- Carlo (stagioni 2-3), interpretato da Filippo Marsili: Amico di Niccolò e Brando.
- Alessandro (stagioni 2-3), interpretato da Ludovico Succio: Giornalista e fidanzato di Fabio.
- Tommaso Regoli (stagioni 2-3), interpretato da Thomas Trabacchi: È il nuovo professore di filosofia del Collodi. È stato un cliente di Ludovica, con cui ha rifiutato di andare a letto poiché minorenne.
- Martino (stagione 2), interpretato da Lorenzo Gleijeses: Ambiguo e inquietante, l'uomo si presenta come un cliente di Desiree/Ludovica. I due vanno a cena insieme, dopo vanno in camera d'hotel dove iniziano un rapporto sessuale all'apparenza consensuale ma che termina con uno stupro. Martino comincia quindi a stalkerare Ludovica, presentandosi dove lavora la madre.
- Al Pacini (stagioni 2-3), interpretato da Massimo De Santis: Investigatore privato che pedina Damiano.
- Sofia Mancini (stagioni 2-3), interpretata da Alessia Scriboni: Ragazza diciassettenne che conduce una vita segreta come escort. Conosce Chiara ad un incontro con degli avvocati e le due diventano amiche, la ragazza le chiede aiuto per vendicarsi di Brando.
- Christophe (stagione 3), interpretato da Bruno Wolkowitch: Cliente di Chiara, un uomo francese di circa 60 anni.
- Pietro Comini (stagione 3), interpretato da Antonio Orlando: Ispettore a capo delle indagini sulla prostituzione minorile.
- Aurora (stagione 3), interpretata da Anna Lou Castoldi: È una studentessa del Collodi con cui si fidanza Damiano dopo che lui ha lasciato Chiara avendo scoperto la sua doppia vita.

### Personaggi secondari
- Mattia Younes (stagioni 1-2), interpretato da Alessandro Acampora. Fratellino di Damiano.
- Flaminia 1 (stagioni 1-2), interpretata da Nina Pons. Amica di Virginia, sempre in coppia con la sua omonima.
- Flaminia 2 (stagioni 1-2), interpretata da Eco Andriolo Ranzi. Amica di Virginia, sempre in coppia con la sua omonima.
- Falco (stagione 1), interpretato da Davide Argenti. Spacciatore per il quale lavora Damiano.
- Nonna di Damiano (stagione 1), interpretata da Luisa De Santis.
- Lele (stagione 1), interpretato da Edoardo Purgatori. Compagno di Simonetta, madre di Ludovica.
- Filippo Storti (stagione 1), interpretato da Mario Cordova. Padre di Ludovica.
- Francesca Storti (stagione 1), interpretata da Marta Jacquier. Sorella di Ludovica.
- Mario Govender Rossi (stagioni 1-2), interpretato da Luciano Scarpa. Padre di Niccolò e Camilla.
- Alessandro (stagione 1) interpretato da Alessandro Bassetti. Il primo cliente di Chiara.
- Dott. De Stefano (stagione 1), interpretato da Antonio Fornari. Il primo cliente di Ludovica.
- Manuel Ghiri (stagioni 1-2) interpretato da Sebastiano Colla. Collega e rivale di Fiore nell'ambiente della prostituzione.
- Psicoterapeuta (stagione 1), interpretata da Francesca De Martini. Psicologa che prende in cura la famiglia Altieri.
- Consulente (stagione 2), interpretato da Marco Mario de Notaris. Cliente di Ludovica.
- Perla De Sanctis (stagioni 2-3), interpretata da Silvia Pisano. Sorella di Brando.
- Luisa De Sanctis (stagioni 2-3), interpretata da Clotilde Sabatino. Madre di Brando.
- Matilde Regoli (stagione 2), interpretata da Francesca Nunzi. Moglie del professor Regoli.
- Pietro (stagione 2), interpretato da Emanuele Basso. Politico e cliente di Chiara.
- Gianluca (stagione 2), interpretato da Fabrizio Sabatucci. Avvocato e cliente di Chiara.
- Psicologa (stagione 3), interpretata da Silvia Gallerano. Psicologa che ascolta le confessioni di Sofia e Chiara prima del processo.
- Cliente di Sofia (stagione 3), interpretato da Corrado Sassi. Primo arresto della polizia che dà avvio alle indagini sulla prostituzione minorile.
- Angela (stagione 3), interpretata da Chiara Caselli. Moglie di Christophe e avvocato di Chiara al processo.
- Cliente (stagione 3), interpretato da Pietro Genuardi. Cliente di Chiara.
- Giornalista (stagione 3), interpretata da Roberta de Matthaeis. Giornalista televisiva che segue la campagna elettorale di Elsa.
- Rettore (stagione 3), interpretato da Mattia Sbragia. Rettore dell'istituto Collodi.
- Avvocato di Fiore (stagione 3), interpretato da Sergio Basile. Avvocato che difende Fiore al processo.
- Avvocato dell'accusa (stagione 3), interpretato da Maurizio Di Carmine.

## Produzione
Il trailer della prima stagione è stato pubblicato il 28 settembre 2018.
Il 21 dicembre 2018 Netflix ha rinnovato la serie per una seconda stagione le cui riprese sono iniziate il 27 marzo 2019.
Il 20 settembre 2019 hanno pubblicato il trailer della seconda stagione.